# ساراتان

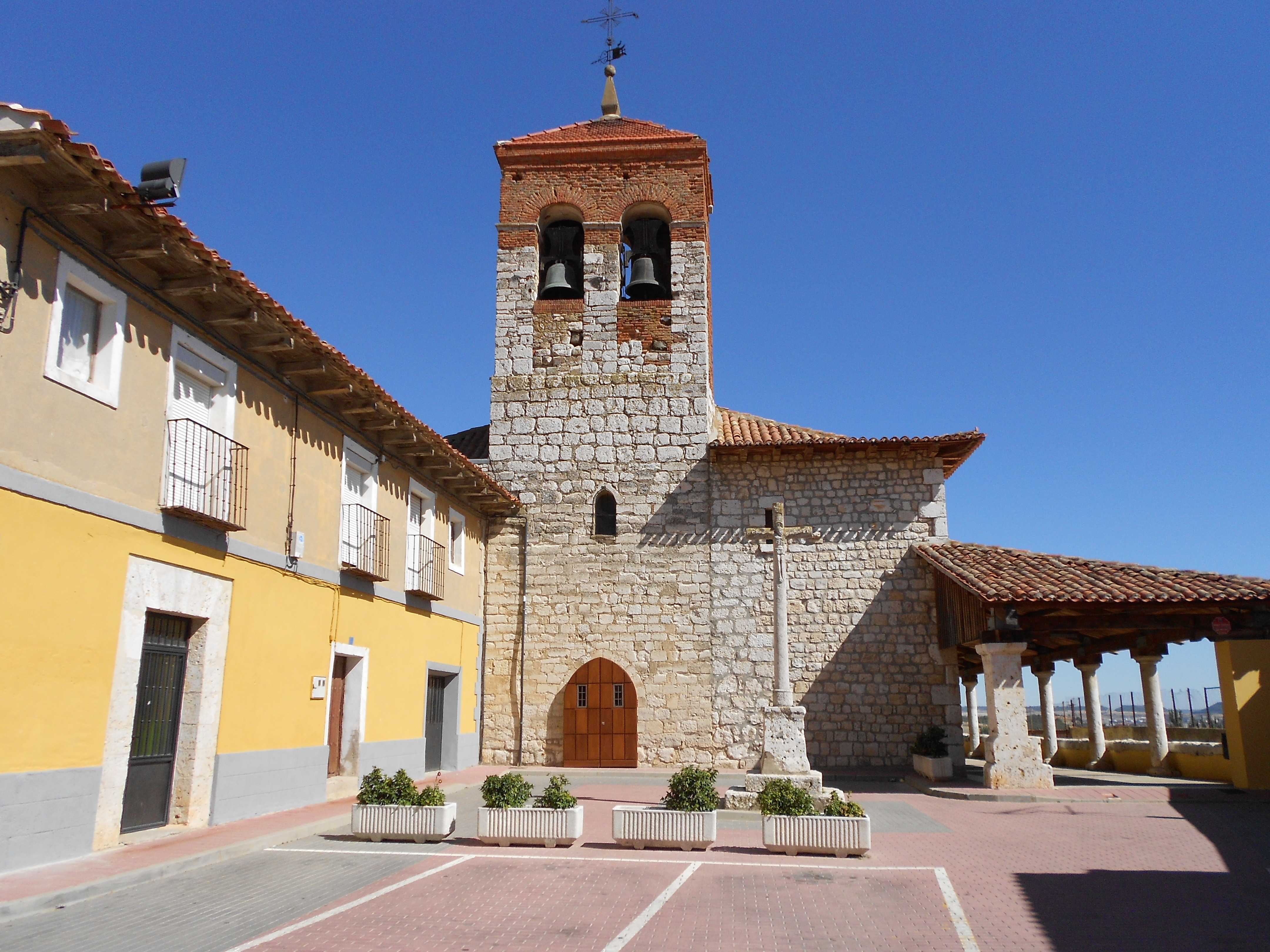
ساراتان از نمای نزدیک

ساراتان (به اسپانیایی: Zaratán) یک شهرستان در اسپانیا است که در استان وایادولید واقع شده‌است.